# Wołoszczyzna (rejon tarnopolski)
Wołoszczyzna – wieś na Ukrainie w rejonie tarnopolskim (do 2020 brzeżańskim) należącym do obwodu tarnopolskiego.